# P900iV
FOMA P900iV（フォーマ・ピー きゅう まる まる アイ・ブイ）は、パナソニック モバイルコミュニケーションズによって開発された、NTTドコモの第三世代携帯電話 (FOMA) 端末製品である。

## 概要
900iの派生端末として、F900iTと同時期に発売された。外部メモリーはminiSD（128MBまで：ドコモ発表。カードメーカ又はminiSDによっては256MBまで利用できる。）対応である。P2102Vの後継機にあたり、「ムービースタイル」を受け継いでいる。先代のP2102V譲りの回転2軸ヒンジ方式を採用した。P2102Vはディスプレイ部は90度までしか回転しなかったが、P900iVでは180度回転し、写真や動画等を楽しむ事が出来る。また、P2102Vにはあったレンズカバーが無くなり、ムービースタイルにするだけでカメラが作動する。動画関連の機能が非常に豊富、かつ高機能で、付属する接続ケーブルを接続する事で動画をテレビに出力することも出来る。メインカメラの性能はCCD約195万画素。約768Kbps･15fpsの動画(ASFファイルフォーマット)を撮影することもできる。テレビ電話用のサブカメラはCMOS約10万画素。動画のデコード性能は、1500Kbps･30fpsのMP4ファイルや3GPPファイルをコマ落ちせずに再生できる。P900iVの「V」は旧世代FOMAに倣ってVisual、Videoの略。
iアプリは「Dimo i絵文字メール」、「ファイナルファンタジー」、「アプリリモコンP」、「くるくるフォトフィール」、「BombLink」を搭載。
スクウェア・エニックスの『ファイナルファンタジー7 アドベントチルドレン』とタイアップしており、主人公クラウド・ストライフが使用した。そのため、『FFVII AC』からの映像が数点入っている。また、クラウドが使用したものと同カラーが「クラウドブラック」として発売された。しかし、実際に『FFVII AC』が発売されたのはP900iV発売から1年以上経過した2005年9月であった。
また、同シリーズの『クライシス コア ファイナルファンタジーVII』、『ビフォアクライシス ファイナルファンタジーVII』等でもP900iVと見られる携帯電話が使われている。

## 歴史
- 2004年3月30日：技術基準適合証明 (TELEC) 通過
- 2004年6月1日：F900iT・N900iSと同時にドコモよりプレスリリース
- 2004年6月19日：発売開始
  - 電気通信端末機器審査協会 (JATE)は非通過

## 不具合
- NTTドコモ及びパナソニック モバイルコミュニケーションズからの報告は特にない。